# Strojkovce
Strojkovce (en serbe cyrillique : Стројковце) est une localité de Serbie située sur le territoire de la Ville de Leskovac, district de Jablanica. Au recensement de 2011, elle comptait 1 225 habitants.

## Géographie
Strojkovce, officiellement classé parmi les villages de Serbie, est situé sur les bords de la Veternica, un affluent gauche de la Južna Morava.

## Démographie

### Évolution historique de la population
| 1948  | 1953  | 1961  | 1971  | 1981  | 1991  | 2002  | 2011  |
| ----- | ----- | ----- | ----- | ----- | ----- | ----- | ----- |
| 1 182 | 1 204 | 1 246 | 1 325 | 1 384 | 1 409 | 1 344 | 1 225 |

|  |